# Wolfgang König (Wirtschaftsinformatiker)
Wolfgang König (* 1951) war ein deutscher Professor, Wirtschaftsinformatiker und Hochschullehrer.
Wolfgang König hatte die Professur für Betriebswirtschaftslehre, insbesondere Wirtschaftsinformatik und Informationsmanagement an der Goethe-Universität inne. Zusätzlich war er Geschäftsführender Direktor des mit der Goethe-Universität verbundenen House of Finance und Vorstandsvorsitzender des interdisziplinären Finanzforschungsinstituts E-Finance Lab.

## Werdegang
König absolvierte ein Diplomstudium der Betriebswirtschaftslehre (1975) und der Wirtschaftspädagogik (1977) an der Goethe-Universität. Dort wurde er 1980 promoviert (Dissertationsthema: Hardwareunterstützte Parallelisierung betrieblicher Planungssysteme) und habilitierte sich 1985 (Habilitationsthema: Strategische Planung der betrieblichen Informationsverarbeitung).
Von 1985 bis 1990 war er Professor für Wirtschaftsinformatik an der WHU – Otto Beisheim School of Management in Vallendar bei Koblenz, wo er von 1986 bis 1988 als Dekan fungierte. 1991 nahm er einen Ruf nach Frankfurt an und war von 2004 bis 2006 auch als Dekan des Fachbereichs Wirtschaftswissenschaften tätig.
Auslandsaufenthalte verbrachte er u. a. an den IBM Research Laboratories sowie an der Northwestern University, der University of California und der University of Hawaii. Im Jahr 2005 erhielt er den IBM Faculty Award für seine Forschung zur Risikominderung im Business Process Outsourcing.
Zwischenzeitlich fungierte er als geschäftsführender Herausgeber der deutschen Wissenschaftszeitschrift „Wirtschaftsinformatik“.
König ist verheiratet und lebt im Rhein-Main-Gebiet.